# Hermann Krieger
Hermann Krieger (* 31. Mai 1866 als Hermann Krüger in Bielefeld; † 7. Februar 1943 in Malente) war ein deutscher Schriftsteller.

## Leben

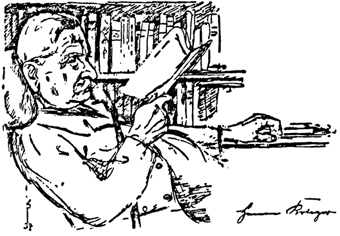
Hermann Krieger 1937 in Malente

Hermann Krieger wurde als Sohn einer Fabrikarbeiterfamilie als Hermann Krüger in Bielefeld geboren und wuchs in ärmlichen Verhältnissen auf. Nach einer Schlosserlehre verließ er früh das Elternhaus. Kurzzeitig war er Seemann und fuhr von Amsterdam Richtung Nordamerika. Um das Jahr 1885 kam er nach Hamburg und schlug sich mit Gelegenheitsarbeiten durch. Ab 1894 wohnte er in Berlin-Friedenau und legte sich den Künstlernamen Hermann Krieger zu. Dort versuchte er sich zunächst als Kunstmaler, begann jedoch bald mit ersten literarischen Arbeiten. In Friedenau schloss er Bekanntschaft mit Peter Hille und Otto Julius Bierbaum. 1897 kehrte er nach Hamburg zurück, wo er 1906 Christine Paape, Tochter eines Hamburger Fuhrmanns, heiratete. Mit Carl Albert Lange, Alexander Zinn, und Michael Georg Conrad hatte er ein freundschaftliches Verhältnis. Sein Leben lang litt Krieger an durch Gicht und Rheuma verursachten starken Schmerzen, weshalb er sich mehrmals zu mehrmonatigen Behandlungen in der Heilstätte Edmundsthal-Siemerswalde in Geesthacht aufhielt. 1932 zog Hermann Krieger nach Malente, wo er 1943 verstarb.

## Literarisches Schaffen
Hermann Kriegers Literatur war beeinflusst unter anderem von der Begegnung mit Peter Hille und von den Werken Henry David Thoreaus. Ein Naturbezug findet sich in fast allen seinen Schriften. Auch die bittere Armut, in der er fast sein gesamtes Leben verbrachte, prägte sein literarisches Schaffen. Er verband einen religionsähnlichen Erlösungsglauben zunehmend mit einer naturbezogenen Existenz.
Nachdem Krieger 1897 aus Berlin nach Hamburg zurückgekehrt war, veröffentlichte er zunächst erste kleine Arbeiten in der Neuen Hamburger Zeitung. Aus seiner Berliner Zeit lag bereits das Werk Moderne Eginharde vor, eine kritische Streitschrift gegen Monarchie und Kirche. In Berlin stand er auch in Kontakt mit Mitgliedern des Friedrichshagener Dichterkreises. Erlebnisse aus diesen Begegnungen flossen in das satirische Versepos Willy Meier ein. An Bühnenstücken schrieb er um das Jahr 1900 das Drama Die Wette und das Lustspiel Die Gründer, letzteres wurde im Oktober 1911 in Hamburg uraufgeführt. Förderer in jenen Jahren waren Otto Ernst, Carl Müller-Rastatt, Alexander Zinn und Michael Georg Conrad. Größere Bekanntheit erlangte er mit seinem ersten Roman Familie Hahnekamp und ihr Freund Schnurrig, die Geschichte einer Familie, die unweit des Hamburger Alstertals einen Schrebergarten pachtet.

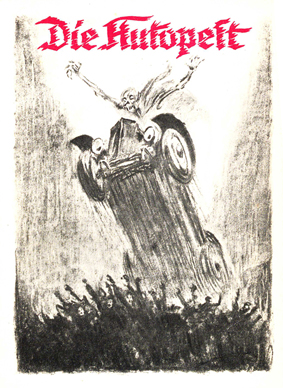
Umschlagillustration Die Autopest von 1926.

Seine Erfahrungen als Imker und sein tiefes Interesse am Leben der Bienen führten zu seinem naturphilosophischen Werk Imma – Eine Bienenmär aus Imkerland sowie treten in seinen Romanen Familie Hahnekamp und ihr Freund Schnurrig und in Die Höllenmühle Imker als Protagonisten auf. Viele seiner Feuilletons thematisieren Flora und Fauna, besonders aber die Vogelwelt und die norddeutsche Knicklandschaft sind Gegenstand dieser Texte.
Für den Handelsstand, der Verbandszeitung des Vereins für Handlungs-Commis von 1858 (Kaufmännischer Verein in Hamburg), verfasste er als vielseitiger Autodidakt einige warenwirtschaftliche und kolonialbotanische Aufsätze.
In der Not-Wende entwickelt Krieger das geschichtsmorphologische Weltbild eines ewigen Wechsels von Aufstieg und Niedergang von Hochkulturen. Demnach müssen Kulturen für ihr Emporwachsen zwangsläufig in Krisen geraten, um daraus erstarkt hervorzugehen – die sogenannte Not-Wende. Das Werk trägt neben neogermanischen auch eindeutige antisemitische Züge.
Die norddeutsche Landschaft wird in dem 1929 veröffentlichten Roman Die Höllenmühle mit der nordischen Mythologie zu einem naturmystischen Werk verbunden. Vorbild einer der Protagonisten in der Höllenmühle ist der von Krieger verehrte Detlev von Liliencron. Etwa zeitgleich entstand die zivilisations- und urbanitätskritische Schrift Die Autopest.
Viele Werke Hermann Kriegers blieben unveröffentlicht und gelten als verloren.

## Auszeichnungen
Die Hamburger Gruppe um Hans Leip, Hans Much und Fritz Höger sprach Krieger 1927 im Nachklang des Künstlerfestes Die Silbergrüne Dschunke eine Unterstützungszahlung von 1000 Mark zu.
Krieger wurden von der Kunstpflegekommission der Stadt Hamburg in den Jahren 1925 bis 1930 mehrere Stipendien ausgezahlt.
1930 erhielt er von der Stadt Hamburg eine lebenslange Ehrenrente verliehen. Während der Feierlichkeiten in der Musikhalle anlässlich des Verfassungstages 1930 wurde die Vergabe durch Bürgermeister Rudolf Roß bekanntgegeben.

## Werke
- Moderne Eginharde. Berlin 1895.
- Willy Meier – Ein Zeitspiegel. Verlag Gottfried Veith, Hamburg 1899.
- Familie Hahnekamp und ihr Freund Schnurrig – Die fröhliche Geschichte einer Befreiung. Verlag Alfred Janssen, Hamburg und Berlin 1912.
- Imma – Eine Bienenmär aus Imker-Land. Verlag Ernst Schwabe, Hamburg 1922.
- Not-Wende – Vom Aufstieg des germanischen Abendlandes. Verlag Georg Westermann, Braunschweig und Hamburg 1923.
- Der Raub des China-Baumes – Abenteuerreiche Tropenfahrten eines deutschen Naturforschers. Verlag Georg Westermann, Braunschweig und Hamburg 1924.
- Die Autopest. Verlag Theodor Weicher, Leipzig 1926.
- Die Höllenmühle. Ein Landschaftsroman von Menschen und Tieren. Deutsche Buch-Gemeinschaft, Berlin 1929.

## Ausgaben
- Familie Hahnekamp – Eine fröhliche Geschichte. Deutsche Buch-Gemeinschaft, Berlin o. J. [1929]; (stark veränderte Neuausgabe).